# Haron
Pour les articles homonymes, voir Haron.
Haron est une ancienne commune française du département des Pyrénées-Atlantiques. En 1831, la commune fusionne avec Mascaraàs pour former la nouvelle commune de Mascaraàs-Haron.

## Géographie
Haron est situé à l'extrême nord-est du département, au sud-est de Garlin.

## Toponymie
Le toponyme Haron, ancien village de Mascaraàs, apparaît sous la forme 
Faroo (1402, censier de Béarn).

## Démographie
| 1793 | 1800 | 1821 |
| ---- | ---- | ---- |
| 110  | 111  | 107  |

## Pour approfondir